# Metagoniolithon chara
Metagoniolithon chara (Lamarck) Ducker, 1979  é o nome botânico  de uma espécie de algas vermelhas pluricelulares do gênero Metagoniolithon, subfamília Metagoniolithoideae.
- São algas marinhas encontradas na Austrália.

## Sinonímia
- Corallina chara  Lamarck, 1815
- Amphiroa chara  (Lamarck) Decaisne, 1842
- Amphiroa granifera  Harvey, 1855
- Amphiroa intermedia  Harvey, 1855
- Amphiroa similis  Sonder, 1880
- Metagoniolithon graniferum  (Harvey) Weber-van Bosse, 1904
- Metagoniolithon verrucosum  ( Lamouroux) Ducker, 1974